# Трусселье, Луи
Луи Трусселье, известный как Тру-Тру (фр. Louis Trousselier; 26 июня 1881, Леваллуа-Перре, О-де-Сен, Франция — 24 апреля 1939, Париж) — французский велогонщик, неоднократно побеждавший в престижных соревнованиях. Победитель гонки Тур де Франс 1905 года. Бронзовый призёр летних Олимпийских игр 1900 года.

## Биография
Родился в богатой семье, у которой был цветочный бизнес в центре Парижа. По этой причине, когда Анри Дегранж, первый организатор Тур де Франс, с целью популяризации участников соревнования, давал им прозвища, назвал Трусселье — «Флористом», а затем «Тру-Тру».
В 1900 году, участвуя в летних Олимпийских играх завоевал бронзовую медаль в гонке по очкам, а в велогонке на треке на дистанции 25 километров, занял 5—6 место.
Наиболее успешным для спортсмена стал 1905 год. Никогда ранее ни один велогонщик не добился стольких побед в течение одного сезона.
Находясь в 1905 году на воинской службе во французской армии, Луи Трусселье отпросился из своей части на один день для участия в Туре, победа в гонках спасала его, как потенциального дезертира, от сурового наказания, если бы он позже срока вернулся в часть. После успеха его отпуск был продлён до конца Тур де Франс.
Он победил на пяти этапах гонки Тур де Франс 1905 года, проехав 3021 км за 110 часов 26 минут со средней скоростью 27,48 км и одержал победу в общем зачёте.
Кроме победы в гонке Тур де Франс, Трусселье в 1905 году занял первые места в гонках Париж — Валансьен, Брюссель — Рубе и Париж — Рубе, в 1908 году — Бордо — Париж.

Перед началом Первой мировой войны окончил спортивную карьеру. Унаследовал и продолжил семейный бизнес.
Умер в Париже в 1939 году.

## Достижения
1897
Париж — Шато-Тьерри
1898
Париж — Шато-Тьерри
1899
Париж — Мо
Coupe Galitzin
2-й Париж — Руан
1900
Париж — Понтуаз
 Олимпийские игры — гонка по очкам
1902
Париж — Рен
Тулуза — Люшон — Тулуза
1903
Рубе — Антверпен
Генган — Ламбаль  — Генган
3-й Париж — Рубе
1905
Тур де Франс
генеральная классификация
1-й, 3-й, 5-й, 7-й и 9-й этапы
Париж — Рубе
Париж — Валансьен
Брюссель — Рубе
1906
7-й, 9-й, 10-й и 11-1 этапы на Тур де Франс
Париж — Туркуэн
2-й Боль д'Ор
2-й Париж — Тур
3-й Тур де Франс
3-й Бордо — Париж
4-й Париж — Рубе
1907
1-й и 2-й этапы на Тур де Франс
2-й Париж — Дьеп
3-й Чемпионат Франции — групповая гонка
3-й Париж — Рубе
3-й Париж — Руан
1908
Бордо — Париж
2-й Чемпионат Франции — групповая гонка
3-й Париж — Брюссель
5-й Париж — Рубе
5-й Милан — Сан-Ремо
1909
11-й этап на Тур де Франс
2-й Париж — Рубе
2-й Бордо — Париж
3-й Джиро ди Ломбардия
8-й Тур де Франс
1910
12-й этап на Тур де Франс
2-й Circuit de Brescia
2-й Париж — Тур
2-й Бордо — Париж
9-й Париж — Брюссель
1911
2-й Милан — Сан-Ремо
1914
2-й Париж — Нанси
4-й Бордо — Париж

## Статистика выступления наГранд-турах
| Гонка / Год     | 1905           | 1906           | 1907           | 1908           | 1909           | 1910           | 1911           | 1912           | 1913           | 1914           |
| --------------- | -------------- | -------------- | -------------- | -------------- | -------------- | -------------- | -------------- | -------------- | -------------- | -------------- |
| Джиро д'Италия  | не проводилась | не проводилась | не проводилась | не проводилась | DNF            | —              | —              | —              | —              | —              |
| Тур де Франс    | 1              | 3              | DNF-10         | DNF-2          | 8              | DNF-14         | DNF-3          | —              | 11             | 38             |
| Вуэльта Испании | не проводилась | не проводилась | не проводилась | не проводилась | не проводилась | не проводилась | не проводилась | не проводилась | не проводилась | не проводилась |